# Камик
Камик — согласно греческой мифологии — главный город сиканов на Сицилии, где Дедал соорудил крепость для сиканского царя Кокала.
Местонахождение Камика современные археологи отождествляют с местностью Сант'Анджело-Муксаро. От прежнего укреплённого поселения осталось только два фрагмента, однако расположенный поблизости некрополь с могилами, вырубленными в скалах, указывает на наличие крупного поселения в бронзовом веке.